# Nils Lovén
Nils Lovén, känd under pseudonymen Nicolovius, född 18 juni 1796 i Räng på Söderslätt i dåvarande Malmöhus län, död 10 februari 1858 i Äspö i nuvarande Trelleborgs kommun, var en svensk präst, författare, översättare, folklivsskildrare och universitetslärare. 
Lovén var kusin till Sven Lovén, Lars Johan Lovén och Nils Henrik Lovén. I hans skrifter finns beteckningen Österlen belagd för första gången.

## Biografi
Lovén studerade vid Lunds universitet och blev filosofie magister vid 21 års ålder. Under sin morbror Anders Lidbeck, Esaias Tegnérs lärare och gynnare, studerade han estetik samt litteraturhistoria och blev docent i dessa ämnen.
Av ekonomiska skäl kunde Nils Lovén inte stanna kvar vid universitetet utan blev präst, precis som hans far och farfar hade varit. År 1830 blev han kykoherde i Östra och Västra Vemmenhög och 1837 prost. År 1850 blev han kyrkoherde i Äspö och Östra Klagstorp, vilket han var till sin död.
Lovén var språkligt begåvad och redan som ung regementspastor i Kristianstad kom han i kontakt med litterära organ i Stockholm, där han bidrog med översättningar av ett antal klassiska verk samt egna dikter. År 1831 gav han ut Khorassans beslöjade profet, romans av Thomas Moore och 1833 utgav han sina egna Vitterhetsförsök. Lovén lärde sig på egen hand portugisiska och italienska och kunde därefter översätta bland annat Camões Lusiaderne (1839) samt Dantes Den gudomliga komedin (del 1–3, 1856–1857). Med anledning av en omarbetad, fullständig upplaga, av Lusiaderna år 1852 tilldelades han Svenska Akademiens kungliga pris.
Det enda av Lovéns verk som levt vidare är dock Folklifvet i Skytts härad i Skåne vid början af detta århundrade: barndomsminnen (1847; fjärde utökade upplagan utgavs 1924 av Fredrik Böök). Verket utgavs i uppdrag åt C.W.K. Gleerup under pseudonymen "Nicolovius" och blev en avgörande inspirationskälla för Albert Ulrik Bååth när han skrev sin diktsamling Dikter. Denna diktsamling markerade tillsammans med Röda Rummet av Strindberg den realistiska diktningens ankomst till Sverige.
Boken skildrar livet i och kring den skånska socknen Räng som författaren mindes den från sin barndom. Skildringen har stort värde för folklivsforskningen, men anledningen till att boken fortfarande ges ut i nya upplagor, senast år 1996, är snarare dess skönlitterära kvaliteter. Speciellt skildringarna av de färgstarka originalen som befolkade byn förtjänar att nämnas.

## Familj
Nils Lovén var son till prosten, filosofie jubelmagister Pehr Magnus Lovén (1755–1832) och Clara Lovén, född Lidbeck (1766-1860). Han gifte sig första gången 1824 med sin kusin Hedvig Emilia Lovén (1802–1838) och andra gången 1840 med Juliana Maria Fredrika Skytte af Sätra (1812–1867).
Nils Lovén ligger begravd på Äspö kyrkogård. Det finns en minnessten vid Rängs prästgård.

## Priser och utmärkelser
- 1852 – Kungliga priset